# Autobahndreieck Neukölln
Das Dreieck Neukölln ist ein Autobahndreieck am südöstlichen Berliner Stadtring (A 100) im Berliner Bezirk Neukölln, das nach Süden die A 113 zum Schönefelder Kreuz anbindet.
Das Dreieck besteht aus sechs Brücken, die in vier Ebenen über den Neuköllner Schifffahrtskanal verlaufen. Über die Hauptbrücke führt die Autobahntrasse nach Südosten, während fünf weitere Brücken Anschlussstellen der nordöstlich des Dreiecks endenden A 100 und der südöstlich des Dreiecks beginnenden A 113 bilden. Die Stahlkonstruktionen sind zwischen 136 und 185 m lang und wurden zwischen 1997 und 2004 gebaut.
Aus westlicher Perspektive wird die A 100 mit einem nordöstlichen Schwenk fortgesetzt, während die A 113 nach Südosten abzweigt. Die sich im Dreieck befindende Anschlussstelle Grenzallee ist seit 2025 nur noch an die A 113 angebunden.
| Von                       | Nach                   | Durchschnittliche tägliche Verkehrsstärke (2005) | Durchschnittliche tägliche Verkehrsstärke (2010) | Durchschnittliche tägliche Verkehrsstärke (2015) |
| ------------------------- | ---------------------- | ------------------------------------------------ | ------------------------------------------------ | ------------------------------------------------ |
| AD Neukölln               | AS Grenzallee (A 100)  | 32.800                                           | 28.400                                           | 016.900                                          |
| AS Buschkrugallee (A 100) | AD Neukölln            | 62.900                                           | 93.900                                           | 090.900                                          |
| AD Neukölln               | AS Späthstraße (A 113) | 21.700                                           | 91.100                                           | 100.300                                          |